# Van Alstyne
Van Alstyne – miasto w Stanach Zjednoczonych, w stanie Teksas, w hrabstwie Collin.